# Watch Your Step (film)
Watch Your Step è un film muto del 1922 diretto da William Beaudine. La sceneggiatura di Julien Josephson si basa su un soggetto scritto per il cinema dallo stesso Josephson.

## Trama

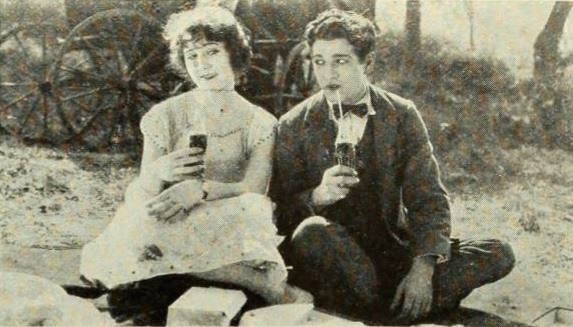
Patsy Ruth Miller e Cullen Landis

Elmer Slocum scappa via su un treno merci per andare nel West dopo avere provocato un incidente nel quale crede di avere ucciso uno dei poliziotti che inseguivano la sua auto. Elmer correva come un matto per aiutare un medico che, mentre andava da un paziente, era rimasto a piedi a causa di un guasto della sua macchina. Inseguito dagli agenti che lo avevano visto passare sfrecciando come un fulmine, il giovanotto non si era fermato anche perché era appena uscito di prigione dopo avere scontato una pena di sei giorni a cui era stato condannato proprio per una precedente infrazione per eccesso di velocità. Ora, credendo di essere un ricercato, Elmer trova un lavoro in una cittadina dello Iowa, nel negozio di Russ Weaver. Incontra Margaret Andrews, la figlia dell'uomo più ricco del luogo, ma sia suo padre che Lon Kimball, un suo pretendente, hanno dei sospetti sul nuovo venuto. E, quando un investigatore, mandato sulle sue tracce da suo padre, finalmente lo trova, Lon è felice di togliersi dai piedi quello scomodo rivale. Ma Elmer, invece, viene a sapere che l'agente - supposto morto - è vivo e vegeto e che lui adesso è libero di corteggiare la bella Margaret..

## Produzione
Il film fu prodotto dalla Goldwyn Pictures Corporation. Motion Picture News del 29 ottobre 1921 riportava la notizia della fine delle riprese del film che "introduceva" la diciassettenne "Patsy" Ruth Miller, qui al "suo esordio sullo schermo". In realtà, la giovane attrice aveva già partecipato ad almeno altri due film, incluso La signora delle camelie che era già in distribuzione l'11 settembre, ben prima della fine delle riprese di Watch Your Step che, allora, aveva ancora come titolo quello di The City Feller.

## Distribuzione
Il copyright del film, richiesto dalla Goldwyn, fu registrato l'11 febbraio 1922 con il numero LP17544.

Distribuito dalla Goldwyn Pictures Corporation, il film uscì nelle sale statunitensi febbraio 1922. In Danimarca, uscì il 16 marzo 1923 con il titolo Ingen undgår sin skæbne; in Finlandia, il 29 ottobre 1923.  In Francia, prese il titolo Le Crime de Roger Sanders.
Copia della pellicola si trova ancora conservata in una collezione al di fuori degli Stati Uniti.